# Гарро, Сайкс
Сайкс Гарро (англ. Sykes Garro; 26 февраля 1993, Гибралтар) — гибралтарский футболист, полузащитник клуба «Сент-Джозефс». Выступал за сборную Гибралтара.

## Биография

### Клубная карьера
Начинал профессиональную карьеру в клубе «Лайонс Гибралтар». В 2016 году Гарро подписал контракт с клубом «Европа» и в его составе отыграл два полноценных сезона, выиграл с командой чемпионат Гибралтара, Суперкубок и дважды Кубок страны. Летом 2018 года подписал контракт с «Линкольн Ред Импс». В составе «Линкольна» принимал участие в отборочных стадиях Лиги чемпионов и Лиги Европы, а также во второй раз в карьере стал чемпионом Гибралтара. В 2019 году перешёл в «Сент-Джозефс».

### Карьера в сборной
В 2015 году в составе сборной Гибралтара был участником Островных игр, где сыграл в трёх матчах и занял с командой 10 место.
В официальных матчах дебютировал за Гибралтар 13 ноября 2016 года, появившись на замену на 74-й минуте отборочного матча чемпионата мира 2018 против сборной Кипра. Продолжал вызываться в сборную и в 2017 году, но на поле не выходил. В 2018 принял участие в двух матчах сборной в Лиге наций УЕФА.

## Достижения
«Европа»
- Чемпион Гибралтара: 2016/17
- Обладатель Кубка Гибралтара: 2017, 2017/18
- Обладатель Суперкубка Гибралтара: 2016

«Линкольн Ред Импс»
- Чемпион Гибралтара: 2018/19